# Pável Kúrochkin
Pável Alekseevich Kúrochkin (en ruso: Па́вел Алексе́евич Ку́рочкин; Gornevo, Imperio ruso; 19 de noviembre de 1900 - Moscú, Unión Soviética; 29 de diciembre de 1989) fue un líder militar soviético que combatió en las filas del Ejército Rojo durante la Guerra civil rusa, la Guerra de Invierno y la Segunda Guerra Mundial. En el curso de este último conflicto se distinguió durante la ofensiva del Vístula-Óder (1944) y su liderazgo del 60.º Ejército (1944-1945). Después de la guerra permaneció en las fuerzas armadas hasta 1970, cuando se retiró del servicio activo con el rango de general del ejército. 

## Biografía

### Infancia y juventud
Pável Kúrochkin nació en 1900 en la pequeña localidad rural de Gornevo situada en gobernación de Smolensk —en esa época parte del Imperio ruso, actualmente situada en el óblast de Smolensk en Rusia— en el seno de una familia de campesinos rusos. En San Petersburgo, trabajó como mensajero en una confitería y, después de tres años, trabajó en talleres de reparación de locomotoras de vapor. En 1917, participó en el asalto al Palacio de Invierno como parte de un destacamento de trabajadores ferroviarios de la Guardia Roja y al año siguiente se unió al Ejército Rojo.
Durante la guerra civil, participó en batallas para repeler la ofensiva de las tropas del atamán cosaco Piotr Krasnov cerca de Gátchina, luego luchó contra las tropas estadounidenses y británicas en el Norte, defendió Petrogrado de ofensiva de las tropas del general Nikolái Yudénich. Entre 1920 y 1921 comandaba un pelotón, un escuadrón y un regimiento de caballería y posteriormente luchó en el frente occidental contra los polacos blancos, participó en la represión de la rebelión campesina de Tambov liderada por Aleksandr Antónov.
En 1920 completó los Cursos de Caballería de Petrogrado, año en el que también se unió al Partido Comunista —en esa época conocido como Partido Obrero Socialdemócrata de Rusia (bolchevique)—, en 1923 se graduó en la Escuela Superior de Caballería del Ejército Rojo, desde 1924 ya era director de la escuela del regimiento. Después, en 1932, se graduó en la Academia Militar Frunze , donde trabajó como líder táctico superior del departamento de caballería y finalmente en 1940, completó su educación en la Academia Militar del Estado Mayor de las Fuerzas Armadas de la URSS.

### Periodo de entreguerras
Después de terminar sus estudios, regresó al servicio activo y, en 1934, fue nombrado jefe del Estado Mayor, y en febrero de 1935, comandante y comisario militar de la 1.er Brigada Especial de Caballería que, en 1935, se reorganizó como una división de caballería. Entre diciembre de 1937 hasta junio de 1939, fue jefe del departamento de formación de los cursos avanzados de caballería para el personal de mando del Ejército Rojo. A mediados de 1939, ocupó el puesto de jefe de Estado Mayor del 2.º Cuerpo de Caballería y, desde octubre, del Grupo de Caballería del 6.º Ejército. En este puesto participó en la Invasión soviética de Polonia. Durante estos acontecimientos, fue miembro de la delegación que negoció con el mando polaco la rendición de la ciudad de Leópolis.
Después de la invasión, en 1939, fue nombrado jefe de Estado Mayor del 1.er Grupo de Fuerzas del Ejército del Distrito Militar Especial de Ucrania. Durante la guerra de Invierno. comandó el 28.º Cuerpo de Fusileros, que cruzó las congeladas aguas del Golfo de Finlandia hasta la retaguardia del grupo enemigo de Víborg y cortó las comunicaciones de las tropas finlandesas, lo que contribuyó al éxito de la ofensiva del Ejército Rojo en el istmo de Carelia. Después de la guerra, en abril de 1940, ocupó el puesto de comandante del 1.er Grupo de Fuerzas en Ucrania, en junio de 1940, fue comandante del 17.º Ejército estacionado en Mongolia, puesto que ocupó hasta enero de 1941, cuando se convirtió en comandante de las tropas del Distrito Militar de Transbaikal y el 19 de junio, fue nombrado comandante del Distrito Militar de Oriol.

### Segunda Guerra Mundial
El 5 de julio de 1941, poco después del inicio de la invasión alemana de la Unión Soviética, el teniente general Kurochkin tomó el mando del 20.º Ejército, formado sobre la base de las tropas del Distrito Militar de Oriol, su misión era impedir el avance de las divisiones mecanizadas alemanes entre los ríos Dvina occidental y Dniéper. El 10 de julio comenzó la batalla defensiva de Smolensk. El avance de las tropas alemanas irrumpió en Smolensk el 16 de julio. El 20.º Ejército se encontró en un cerco operativo, el 20.º Ejército abandonó Orsha (16 de julio) y se retiró a Smolensk, pero continuó luchando. El 28 de julio, el liderazgo general de las tropas rodeadas en la región de Smolensk (básicamente los 16.º y 20.º ejércitos soviéticos) fue confiado a Kurochkin, quien logró organizar una salida del cerco de las fuerzas principales de ambos ejércitos.

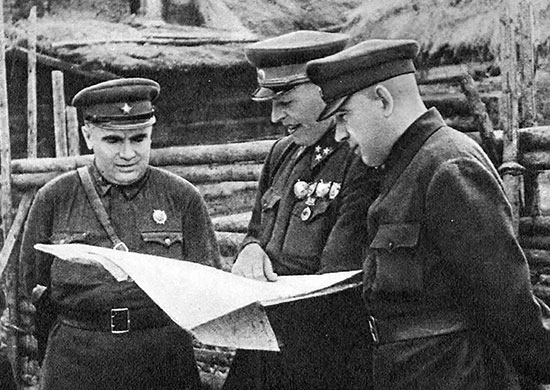
De derecha a izquierda: El comandante del Frente Noroeste Pável Kúrochkin, el comandante del 1.^{er} Ejército de Choque Vladímir Romanovski y el miembro del Consejo Militar del 1.^{er} Ejército, Dimitri Kolésnikov, en 1942

En agosto de 1941, se le asignó el mando del 43.º Ejército y poco después, durante un breve periodo de tiempo, trabajó como representante del Cuartel General del Mando Supremo (Stavka) en el Frente Noroeste, luego, ese mismo mes, asumió el mando del Frente, a cuyo mando participó en la ofensiva de Demiansk. En febrero de 1942 rodeó a un gran número de tropas alemanas en la bolsa de Demiansk y posteriormente, avanzó hasta liberar la ciudad de Jolm. Sin embargo, en marzo de 1942, las tropas alemanes consiguieron romper el cerco y abrir un estrecho corredor, llamado «corredor de Ramushevo», que comunicaba las tropas cercadas con el resto de fuerzas del 16.º Ejército alemán. A pesar de los continuos contraataques soviéticos, fueron incapaces de romper la resistencia alemana en el corredor. El teniente general Pável Kúrochkin, comandante del Frente Noroeste, declaró:

El enemigo bloqueó todas las carreteras, todas las vías de acceso más o menos adecuadas para nuestras ofensivas... Los tranquilos campos cubiertos de nieve frente a los pueblos podían convertirse en un infierno en cualquiera instante en cuanto pasásemos a la ofensiva. Cada metro de espacio estaba plagado de ametralladoras y cañones emboscados en los pueblos

Debido al fracaso a la hora de destruir las unidades alemanas cercadas en la bolsa de Demiansk, en octubre de 1942, fue degrado a subcomandante del Frente Noroeste. Aunque al mes siguiente fue nombrado comandante del 11.º Ejército del Frente Noroeste y en marzo de 1943 comandante del 34.º Ejército, al mando de este último ejército participó en la ofensiva Stáraya Rusa (4-19 de marzo de 1943). Una operación ofensiva de las tropas soviéticas del Frente Noroeste en la región de Stáraya Rusa, parte integral de la fallida Operación Estrella Polar cuyo objetivo era derrotar al Grupo de Ejércitos Norte alemán.
Entre junio y noviembre de 1943 volvió a ser comandante del Frente Noroeste y el 27 de agosto de 1943 fue ascendido al rango de coronel general, luego fue nombrado subcomandante del Primer Frente Ucraniano. El comandante del frente era Nikolái Vatutin, con quien ya había coincidido cuando estudiaron juntos en la Academia del Estado Mayor y posteriormente en el Frente Noroeste (Vatutin era el jefe de Estado Mayor del Frente). Juntos participaron en la planificación y ejecución de la ofensiva de Korsun-Cherkasy que supuso el cerco y posterior destrucción de al menos diez divisiones y una brigada alemanas. En las batallas, el enemigo perdió 55 000 soldados y oficiales muertos y heridos y más de 18 000 capturados. Por el hábil mando de las tropas en esta operación, Kúrochkin recibió la Orden de Kutúzov de 1.er grado.
El 24 de febrero de 1944 fue nombrado comandante del Segundo Frente Bielorruso. En este puesto, planificó y llevó a cabo la operación ofensiva de Polesia (15 de marzo al 5 de abril de 1944), también conocida como la batalla de Kóvel, en la que las tropas del frente rodearon al grupo de tropas alemanas en Kóvel, pero debido a problemas en la planificación y ejecución de la operación, las tropas soviéticas fueron incapaces de destruirlo, poco después los alemanes comenzaron a introducir refuerzos y la acumulación de fuerzas del Segundo Frente Bielorruso fue mucho más lenta, por lo que los alemanes liberaron sus tropas de Kóvel. Tras este fracaso, el frente se disolvió el 5 de abril de 1944.
Desde el 15 de abril de 1944 hasta el final de la guerra, fue comandante del 60.º Ejército integrado en las filas del Primer Frente Ucraniano (a principios de abril de 1945, el ejército fue transferido al Cuarto Frente Ucraniano), al mando de dicho ejército participó en las operaciones de  Léopolis-Sandomierz, Vístula-Óder —incluidas las operaciones en Silesia, Baja Silesia y Alta Silesia—, posteriormente combatió en la ofensiva de Moravia-Ostrava y, finalmente, en la batalla de Praga. Las tropas del ejército se distinguieron en las batallas por el corredor Koltovsky y durante la toma de las ciudades de Ternópil, Leópolis, Dębica, Cracovia, Katowice, Ostrava y otras. Después de capturar la ciudad polaca de Cracovia, las tropas del 60.º Ejército participaron en la liberación de la región industrial de Silesia. Como resultado del rápido avance del ejército, todas las minas, oficinas y fábricas de la zona fueron capturadas intactas. El 27 de enero de 1945, las tropas del 60.º Ejército entraron en el campo de exterminio de Auschwitz, donde liberaron a los prisioneros restantes del campo de concentración.
El 29 de junio de 1945, por su hábil liderazgo del ejército en las operaciones de 1945 para romper las defensas enemigas en el cruce de los ríos Óder y Opava y la decisión y el coraje demostrados por Pável Kurochkin, mediante decreto del Presídium del Sóviet Supremo de la Unión Soviética, recibió el título de Héroe de la Unión Soviética, junto con la Orden de Lenin y la Estrella de Oro.

### Posguerra
Después de la guerra, en julio de 1945, fue nombrado comandante del Distrito Militar de Kubán. Permaneció al mando de las tropas del Distrito, hasta julio de 1946, cuando fue ascendido a comandante en jefe adjunto de las tropas soviéticas y jefe de la administración militar soviética en Alemania. Luego, en mayo de 1947, fue asistente del comandante en jefe del Lejano Oriente para entrenamiento de combate y, desde febrero de 1951 a mayo de 1954, trabajó como subdirector de la Academia Militar Superior Voroshilov. Después, ocupó el puesto de director de la Academia Militar Frunze.
Entre 1968 y 1970, fue representante del comandante en jefe de las Fuerzas Armadas Unidas de los Estados miembros del Pacto de Varsovia en la República Democrática Alemana (RDA) y luego ocupó el puesto de inspector asesor en el Grupo de Inspectores Generales del Ministerio de Defensa de la URSS, un puesto meramente honorífico.
Además de su trabajo como militar también fue diputado de la II Convocatoria del Sóviet Supremo de la Unión Soviética (1946-1950). Murió el 28 de diciembre de 1989 en Moscú y fue enterrado en el cementerio Novodévichi. En el momento de su muerte era el último comandante vivo de un frente de la Gran Guerra Patria.

## Promociones
- Kombrig (26 de noviembre de 1935)
- Komdiv (4 de noviembre de 1939)
- Teniente general (4 de junio de 1940)
- Coronel general (27 de agosto de 1943)
- General del ejército (8 de mayo de 1959).[4]

## Condecoraciones
A lo largo de su carrera militar, Pável Kúrochkin recibió las siguientes condecoraciones:
Unión Soviética
- Héroe de la Unión Soviética (29 de junio de 1945; N.º 7567)[7]
- Orden de Lenin, seis veces (7 de abril de 1940; 21 de febrero de 1945; 29 de junio de 1945; 18 de noviembre de 1960; 18 de noviembre de 1980 y 18 de noviembre de 1985)
- Orden de la Revolución de Octubre (19 de noviembre de 1970)
- Orden de la Bandera Roja, cuatro veces (27 de julio de 1941; 3 de noviembre de 1944; 24 de junio de 1948 y 22 de febrero de 1968)
- Orden de Suvórov de 1.er grado (25 de agosto de 1944)
- Orden de Kutúzov de 1.er grado, dos veces (10 de enero de 1944 y 6 de abril de 1945)
- Orden de la Guerra Patria de 1.er grado (11 de marzo de 1985)
- Orden del Servicio a la Patria en las Fuerzas Armadas de la URSS de 1.er grado, (30 de abril de 1975)
- Orden de la Insignia de Honor (14 de mayo de 1936) - “por organizar y realizar un orden ejemplar el día del desfile y manifestación del Primero de Mayo”
- Premio Lenin (1980) - "por su trabajo en el documental de 20 episodios La Gran Guerra Patria"
- Medalla del 20.º Aniversario del Ejército Rojo de Obreros y Campesinos
- Medalla Conmemorativa por el Centenario del Natalicio de Lenin
- Medalla por la Defensa de Moscú
- Medalla por la Victoria sobre Alemania en la Gran Guerra Patria 1941-1945 (9 de mayo de 1945)
- Medalla Conmemorativa del 20.º Aniversario de la Victoria en la Gran Guerra Patria de 1941-1945
- Medalla Conmemorativa del 30.º Aniversario de la Victoria en la Gran Guerra Patria de 1941-1945
- Medalla Conmemorativa del 40.º Aniversario de la Victoria en la Gran Guerra Patria de 1941-1945
- Medalla por la Liberación de Praga
- Medalla de Veterano de las Fuerzas Armadas de la URSS
- Medalla por el Fortalecimiento de la Cooperación Militar
- Medalla del 20.º Aniversario del Ejército Rojo de Obreros y Campesinos
- Medalla del 30.º Aniversario de las Fuerzas Armadas de la URSS
- Medalla del 40.º Aniversario de las Fuerzas Armadas de la URSS
- Medalla del 50.º Aniversario de las Fuerzas Armadas de la URSS
- Medalla del 60.º Aniversario de las Fuerzas Armadas de la URSS
- Medalla del 70.º Aniversario de las Fuerzas Armadas de la URSS

Otros países
- Orden del León Blanco de 2.do grado (Checoslovaquia, 30 de abril de 1970)
- Medalla de Oro de la Orden del León Blanco "Por la Victoria" (Checoslovaquia)
- Cruz de la Guerra de Checoslovaquia
- Orden Virtuti Militari de 2.do grado (Polonia, 19 de diciembre de 1968)
- Orden Polonia Restituta de 4.º grado (Polonia, 6 de octubre de 1973)
- Orden de la Cruz de Grunwald de 2.do grado (Polonia, 24 de abril de 1946)
- Orden de la República Popular de Bulgaria de 2.do grado (Bulgaria, 14 de septiembre de 1974)
- Orden de Süjbaatar (Mongolia, 20 de marzo de 1961)
- Orden de la Bandera Roja (Mongolia, 1939)
- Orden al Mérito Militar (Mongolia, 6 de julio de 1971)
- Medalla por el Oder, Neisse y el Báltico (Polonia, 25 de junio de 1946)
- Medalla de la Victoria y la Libertad (Polonia, 9 de mayo de 1946)
- Medalla de Hermandad en Armas (Polonia, 12 de octubre de 1988)
- Medalla de Hermandad en Armas en oro (RDA)
- Medalla por el Fortalecimiento de la Amistad en Armas (Checoslovaquia)
- Medalla del 30.º Aniversario del Ejército Popular Nacional (República Democrática Alemana)
- Medalla del 20.º Aniversario del Ejército Popular Búlgaro (1964)
- Medalla del 90.º Aniversario del Nacimiento de Gueorgui Dimitrov (Bulgaria, 1974)
- Medalla del 100.º Aniversario del Nacimiento de Gueorgui Dimitrov (Bulgaria, 1984)
- Medalla del 40.º Aniversario de la Victoria sobre el Fascismo nazi (Bulgaria, 1985)
- Medalla del 30.º Aniversario de la Victoria sobre el Japón Militarista (Mongolia, 1975)
- Medalla del 50.º Aniversario del Ejército Popular de Mongolia (Mongolia, 1971)
- Medalla del 50.º Aniversario de la Revolución Popular de Mongolia (Mongolia, 1971)
- Medalla del 40.º Aniversario de la Victoria de Jaljin-Gol (Mongolia, 26 de noviembre de 1979)
- Medalla del 60.º Aniversario de las Fuerzas Armadas de la República Popular de Mongolia (Mongolia, 29 de diciembre de 1981)
- Medalla de la Amistad Chino-Soviética (República Popular China)
- Medalla del 30.º Aniversario de las Fuerzas Armadas Revolucionarias (Cuba, 24 de noviembre de 1986)